# Каланки П'яни

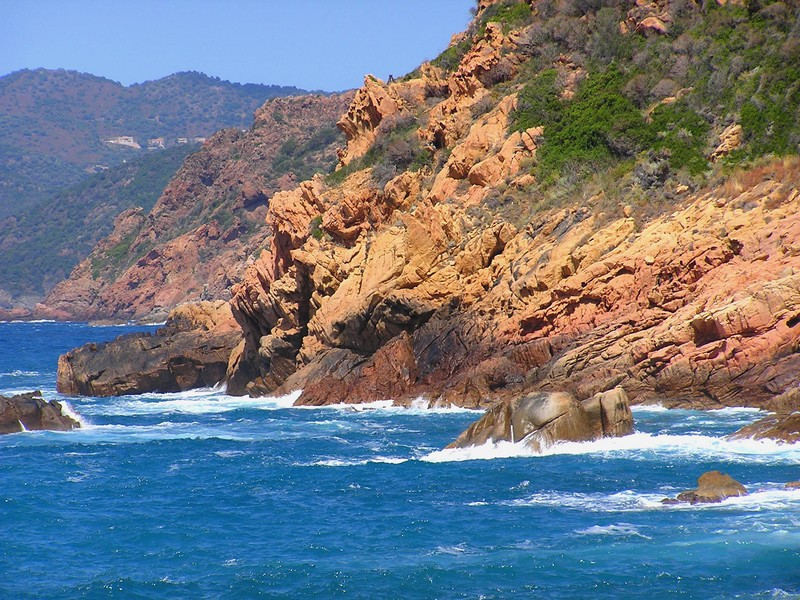
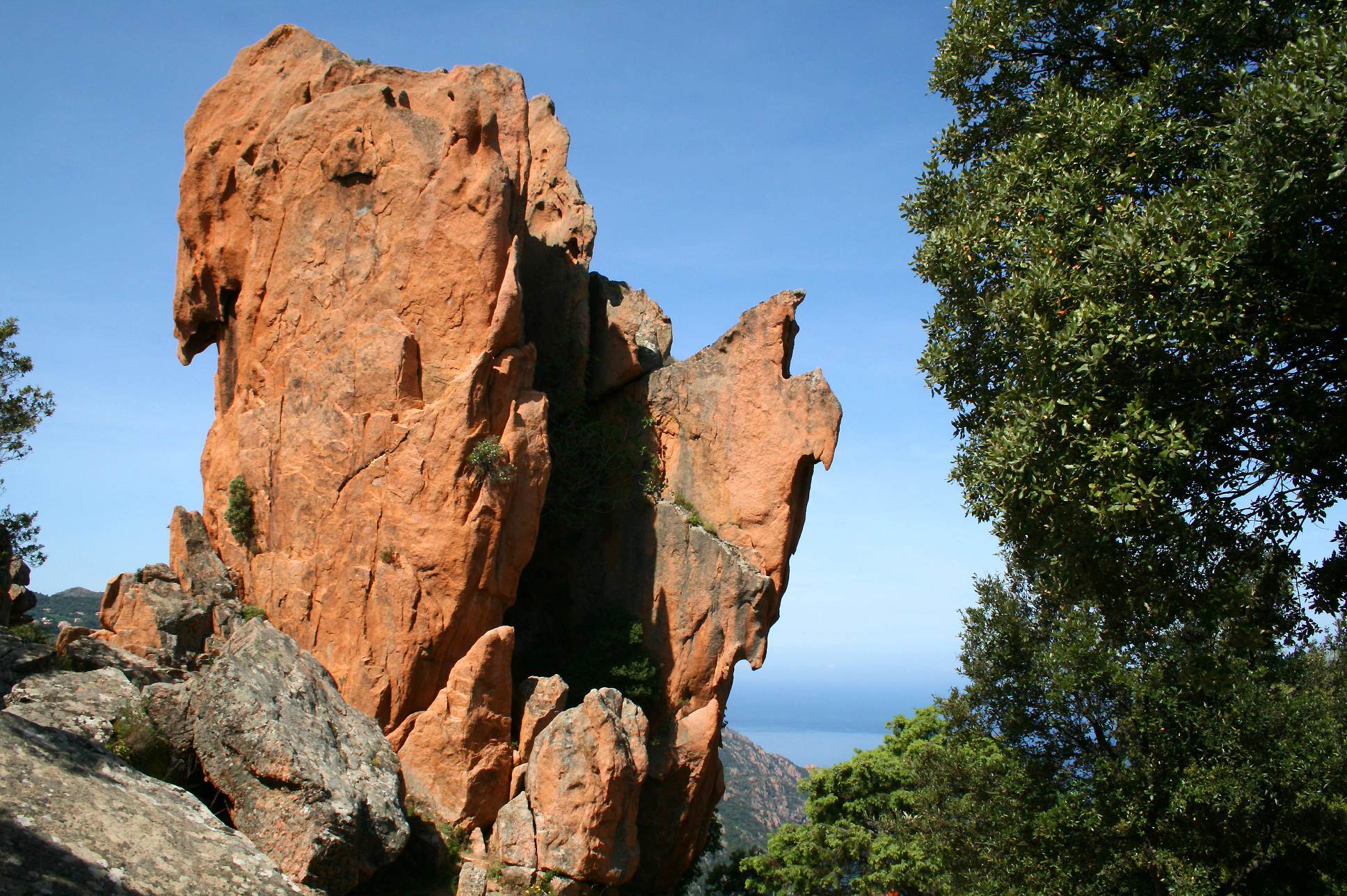
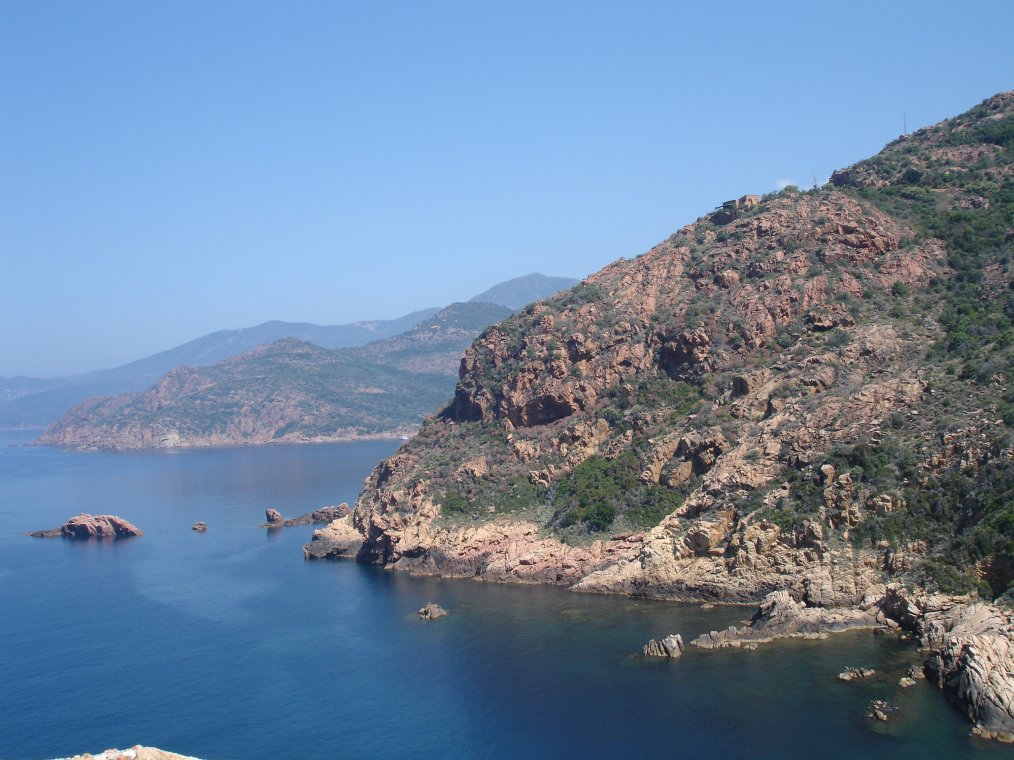

Каланки П'яни (фр. Calanques de Piana; корс. Calanches de Piana, у перекладі — «затоки П'яни») — національний парк на острові Корсика у Франції.
Розташований за 5 км на південний захід від бухти Порто, на території муніципалітету П'яна. Національний парк Каланки П'яни являє собою геологічне утворення у формі глибокої долини із крутими берегами, заповненої морем. Численні рожеві і помаранчеві скелі, що тягнуться берегом біля моря, здіймаються над водою на висоту до 300 метрів, утворюючи мальовничий ландшафт, занесений в 1983 році до списку природних пам'яток ЮНЕСКО. Ці скельні утворення, що складаються здебільшого з граніту, зазнали сильної ерозії і набули химерні форми.
Терміном «каланка» в західній частині Середземномор'я позначають різновид фіорда.

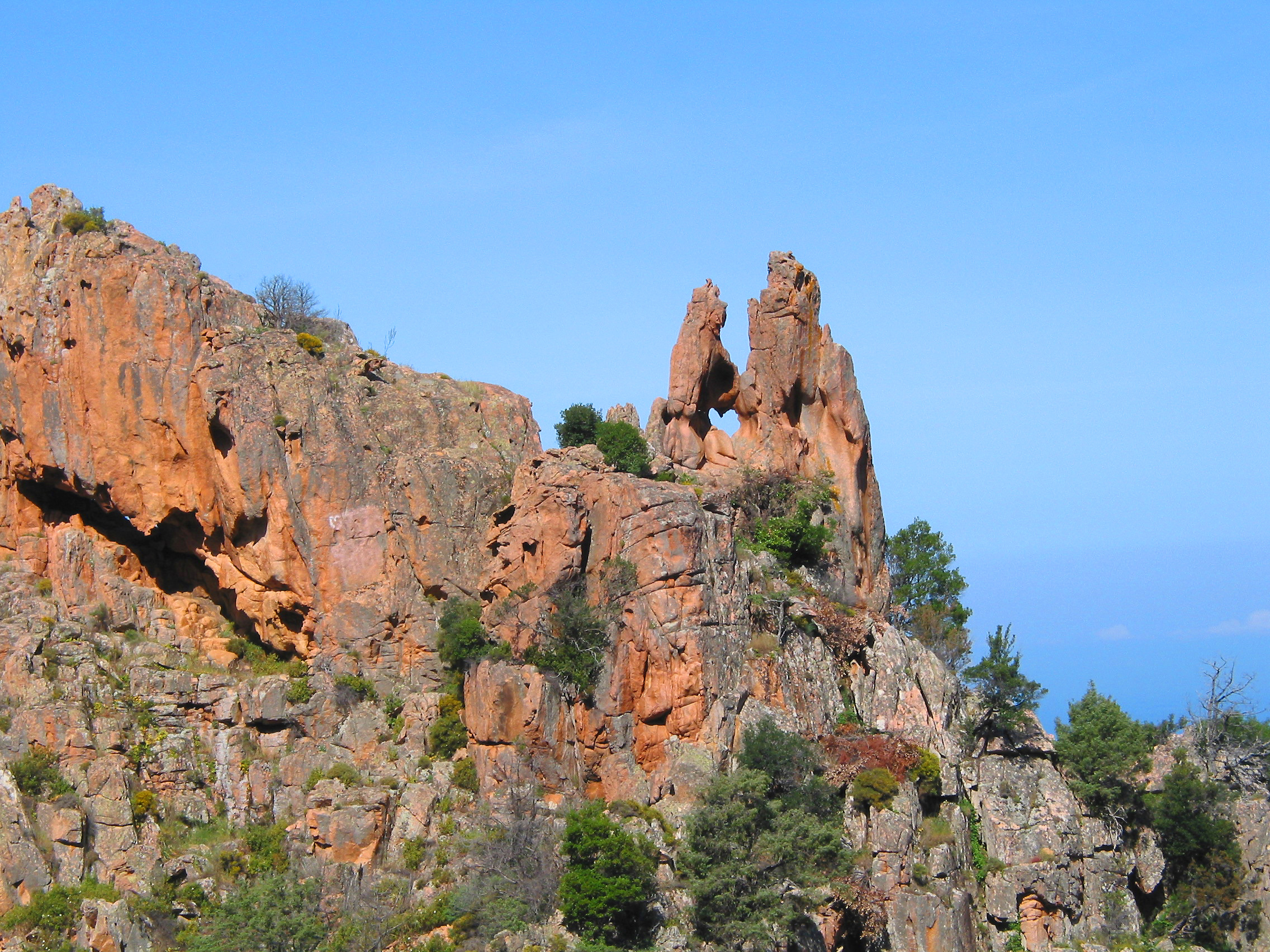
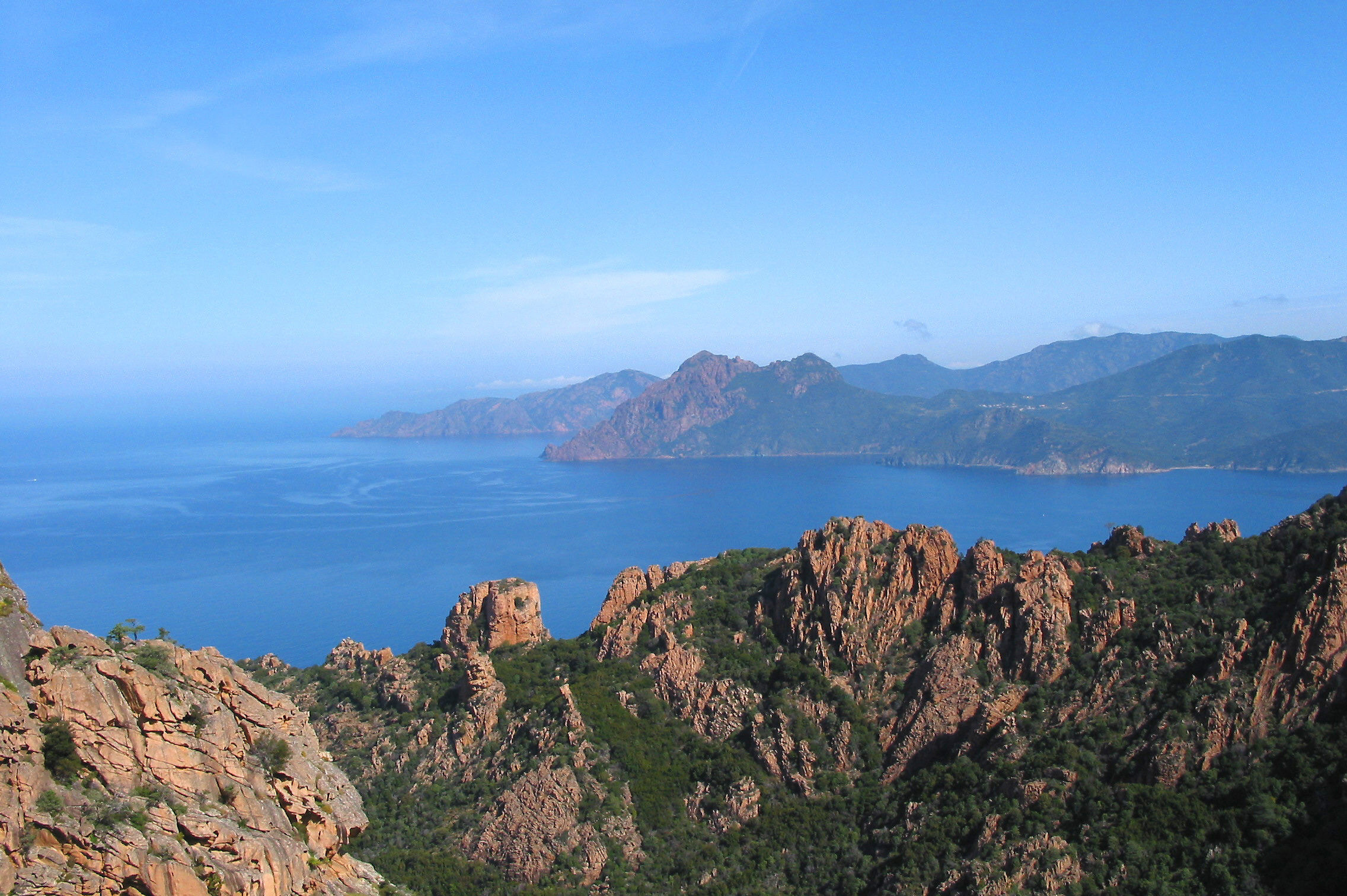
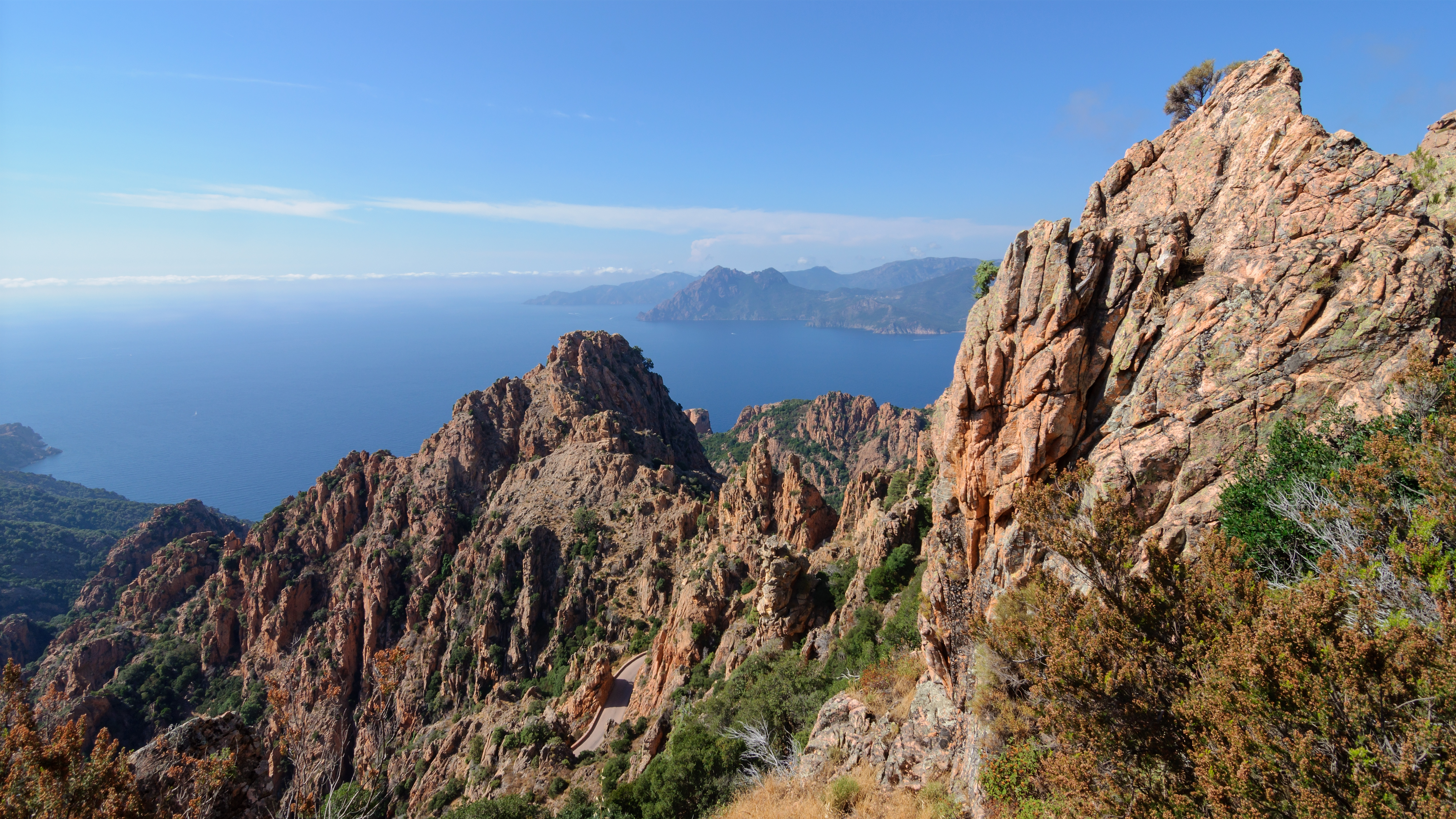